# Iglesia de Santa María la Mayor (Épila)
La iglesia de Santa María la Mayor en Épila (Provincia de Zaragoza, España) es una iglesia parroquial católica de grandes dimensiones, con una volumetría clara y rotunda, realizada en el siglo XVIII d. C. según modelos barroco-clasicistas que siguen la estela pilarista. Consta de tres naves de la misma altura y cabecera recta tripartita, alojándose un coro bajo en la capilla central.
Las bóvedas de cañón con lunetos de la nave central y los brazos del crucero, al igual que la cúpula que cubre el mismo, se hallan decoradas con interesantes pinturas murales que animan el diáfano espacio.
Al exterior destaca la monumental fachada occidental, que presenta un juego de retranqueos que le confiere un dinamismo contenido. Presenta en el centro una portada clásica flanqueada por pilastras jónicas y rematada por un frontón triangular, a cuyos lados se proyectó la construcción de torres, de las que sólo se acabó la de la derecha. Igualmente clásicos son los motivos que decoran el resto de la fábrica, que combina sillar con sillarejo y ladrillo, y se encuentra actualmente en perfecto estado de conservación.
En el entorno se incluyen de forma general las fachadas de los inmuebles que dan a las plazas Conde de Aranda, Capitán Esponera y la propia de la Iglesia, incluyendo la de los inmuebles que dan a la Calle vieja en el lateral y la totalidad de las parcelas que se encuentran adosadas en la parte trasera de la misma.
Las obras de la fábrica actual de la iglesia se inician en el año de 1722 bajo la influencia de Nuestra Señora del Portillo de Zaragoza. También se sabe que lo más importante de la fábrica y decoración del nuevo templo se hallaría acabado en 1798, fecha de su bendición solemne.
En la iglesia, de carácter monumental, destaca el sello personal del arquitecto Agustín Sanz, seguidor de Ventura Rodríguez, que realizaría básicamente entre 1771 y 1782 el crucero, que va cubierto con cúpula sobre tambor cilíndrico y pechinas y dotada de linterna. Las tres naves son muy espaciosas y de la misma altura. En los muros de las naves laterales se abren arcos de medio punto para alojar los altares.
La monumental fachada de los pies es una de las mejor resueltas en la arquitectura aragonesa del momento, a base de un frontispicio tetrástilo de pilastras sobre alto basamento y cerrado en frontón, con ático sobrepuesto y dos torres laterales, de las que en el siglo XVIII d. C. sólo se acabó la derecha, y en cuya terminación, intervino Matías Sanz, el hijo de Agustín.
En la actualidad, se ejecutaron obras para consolidar y restaurar la torre terminada y, posteriormente, se afrontó la terminación total de la iglesia, después de más de 200 años, con la construcción de la torre campanario en su lado izquierdo, gemela a la existente. La inauguración de esta obra, una vez terminada, se dio el 16 de enero de 2011, con una misa presidida por autoridades y con la actuación del orfeón Donostiarra.

## Interior

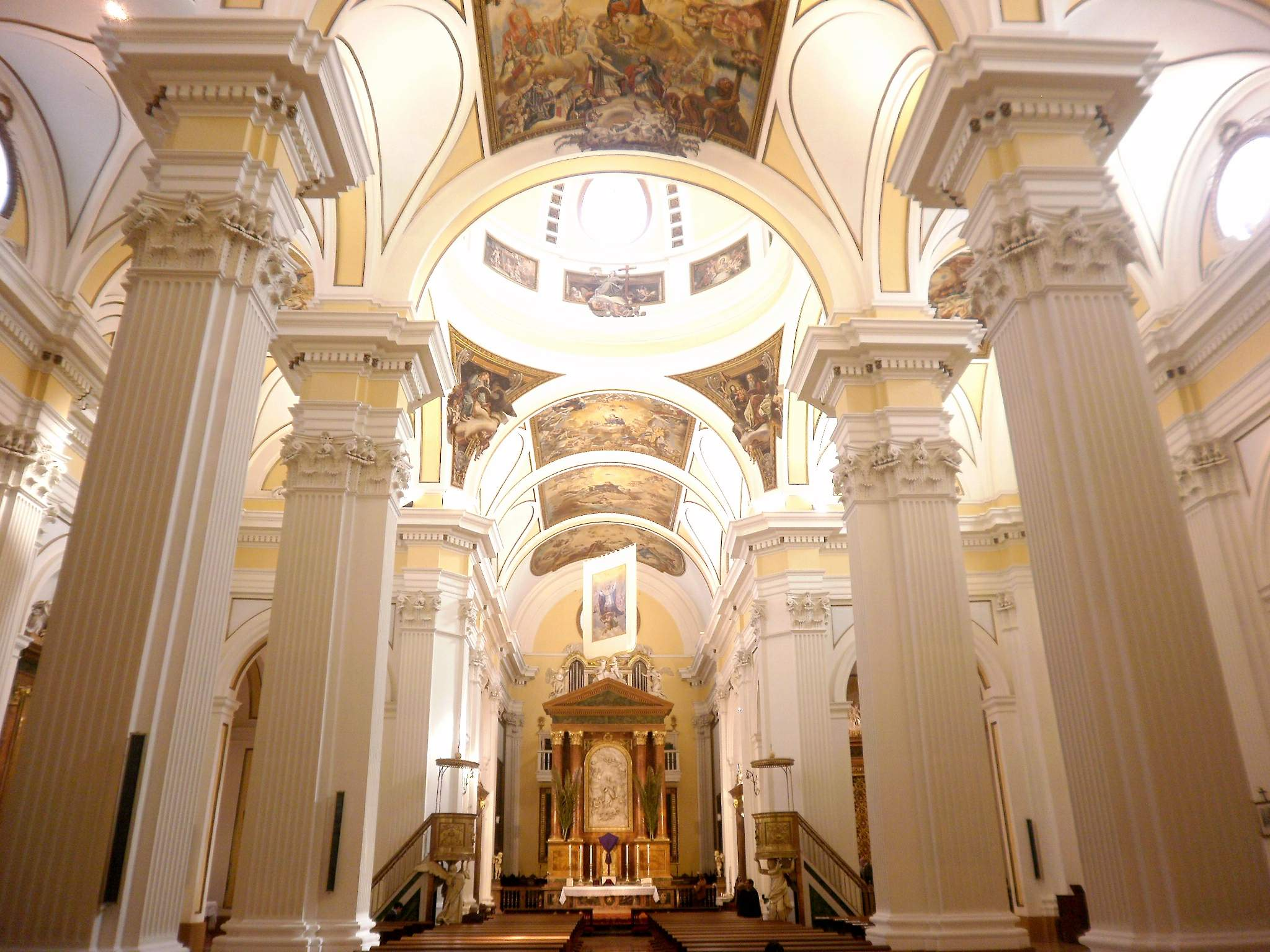
Interior

De la decoración interior debe destacarse el gran conjunto mural de las bóvedas, de los más importantes del siglo XVIII d. C. aragonés, si exceptuamos El Pilar de Zaragoza y la cartuja de Las Fuentes en Lanaja. Las pinturas más importantes van firmadas por Mariano Ponzano, pintor de cámara, tío del escultor Ponciano Ponzano. El resto de las pinturas murales se atribuye a fray Manuel Bayeu.
En el altar de la iglesia de Santa María la Mayor, construido en el solar de la casa del inquisidor San Pedro Arbués, se veneran sus reliquias. En otro de los altares se encuentra la Virgen del Rosario. En esta misma iglesia hay un fresco atribuido a Francisco de Goya, varios frescos de Francisco Bayeu, y una imagen de Jesús niño llamada “El Cautivico”, que hasta la exclaustración de 1835 perteneció a un convento de los capuchinos que se encontraba en Épila bajo el patrocinio de San José. La imagen procede del reino de Nápoles donde fue virrey el padre del I Conde de Aranda.

## Sepulcro de Lope Ximénez de Urrea

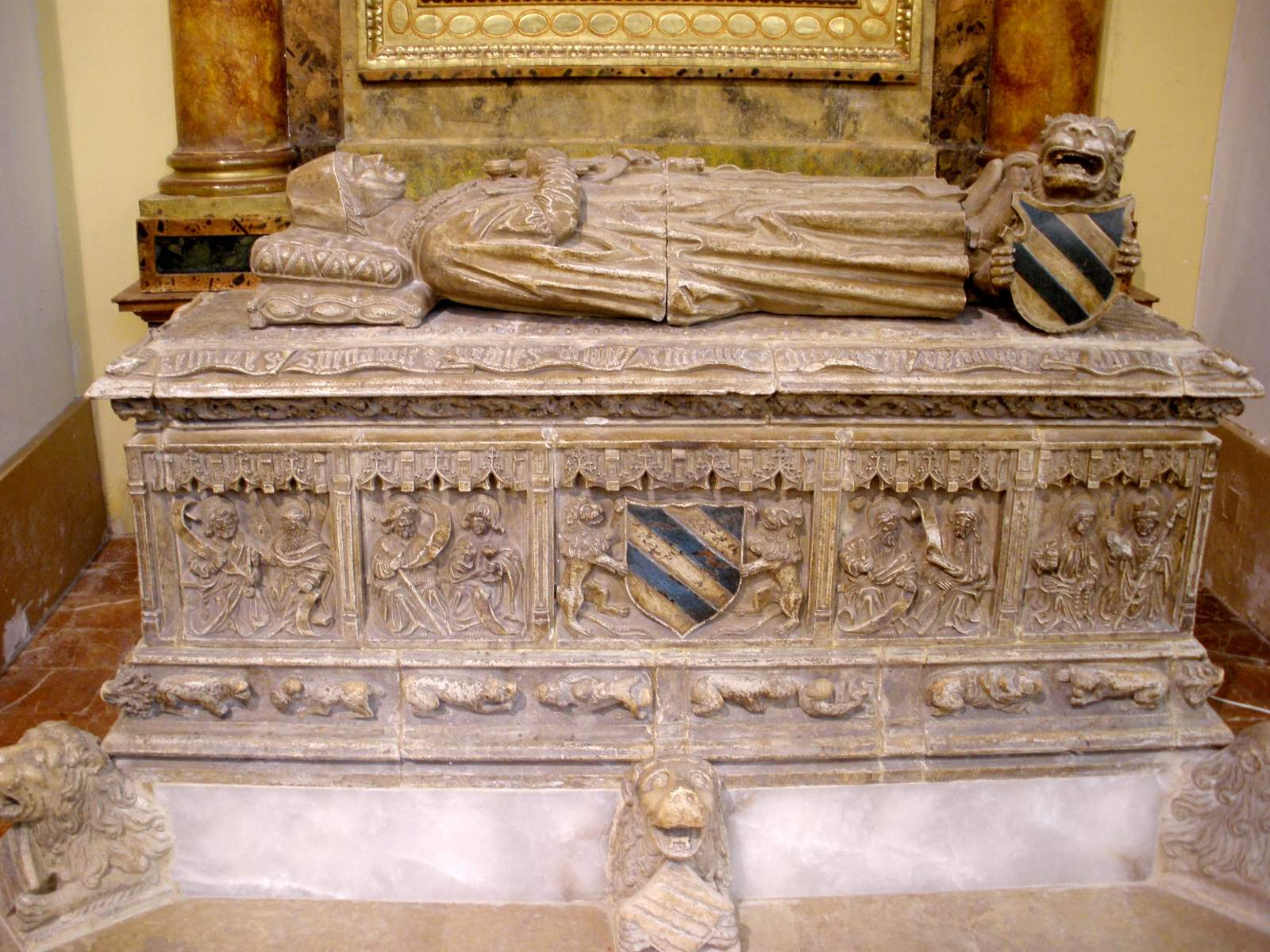
Sarcófago de Lope Ximenez de Urrea, virrey de Sicilia

De la iglesia anterior llama la atención el magnífico sepulcro de alabastro de don Lope Ximénez de Urrea, Virrey de Sicilia de 1443 a 1446 y padre del primer conde de Aranda, también de nombre Lope, y otros miembros de su familia. Es una pieza fundamental de la escultura funeraria aragonesa, de fines del siglo XV d. C., con caja sobre prótomos de leones y frontis del sarcófago decorado en altorrelieve a manera de banco de retablo, y yacente con león a los pies, a medio camino entre la tradición hispanoflamenca y los nuevos aires renacentistas en la efigie del virrey.
Recientemente se han llevado a cabo hallazgos reseñables en dicha obra fúnebre, antiguamente arrinconada y sin brillo en un rincón de la iglesia.
Los trabajos, fruto de la investigación y fascinación dedicada a la figura de un familiar del conde por parte de un estudioso como el señor Enrique Galé, junto con la colaboración de la Institución Fernando el Católico, han recuperado para la villa y el patrimonio Aragonés, una obra espléndida en alabastro de extraordinaria calidad, datable hacia 1500 y, de manera sorprendente, inédita.
Las obras de restauración han descubierto que la parte empotrada del mausoleo es gemela a la visible, de modo que una vez restaurada y consolidada muestra a los fieles la majestuosidad del monumento fúnebre de los condes de Aranda. Posiblemente ello se deba a la pésima tarea de montaje que sufrió el sepulcro tras la demolición de la antigua cripta de los Aranda y ser trasladado a la nueva iglesia en el siglo XVIII d. C., ya que quedó adosado a un muro y semioculto.
El sepulcro se ha separado un par de metros de la pared, donde estaba adosado, con lo que el visitante de la iglesia puede ahora girar a su alrededor y contemplar la obra tal cual fue concebida. No se ha restaurado, tarea que será complicada porque se encontró en el alabastro una alta concentración de sales, lo que encarece notablemente la operación. Pero la intención es restaurarlo y completar así la recuperación de una pieza excepcional.